# Chyliza fuscicornis
Chyliza fuscicornis är en tvåvingeart som beskrevs av Shatalkin 1989. Chyliza fuscicornis ingår i släktet Chyliza och familjen rotflugor. Inga underarter finns listade i Catalogue of Life.